# 295. Infanterie-Division (Wehrmacht)
Die 295. Infanterie-Division (295. ID) war ein Großverband des Heeres der deutschen Wehrmacht im Zweiten Weltkrieg. Sie kam unter anderem an der Ostfront in der Schlacht um Stalingrad zum Einsatz. Sie war inoffiziell auch als „Doppelkopf-Division“ bzw. als „Pferdedivision“ bekannt.

## Geschichte
Einsatzgebiete
- Deutschland: Februar bis Mai 1940
- Westfront: Belgien und Frankreich Mai 1940 bis Juni 1941
- Ostfront: Südabschnitt Juni 1941 bis August 1942
- Ostfront: Stalingrad September 1942 bis Januar 1943
- Norwegen März 1943 bis Mai 1945

### Aufstellung
Aufgestellt wurde die Division am 10. Februar 1940 als Division der 8. Aufstellungswelle durch den Wehrkreis XI im Raum Magdeburg, später dann auf dem Truppenübungsplatz Bergen. Die Division gab am 15. November 1940 ein Drittel ihrer Verbände an die 321. Infanterie-Division ab. (Stab 517, III./516, III./517, III./518, III./AR 295). Die 295. ID war eine von insgesamt drei Niedersachsen-Divisionen (71. und 216. Infanterie-Division).

### Unternehmen Barbarossa
Die 295. Division war eine sogenannte „Spitzen-Division“, das heißt sie war eine der am weitesten nach Osten vorgeschobenen Divisionen. Der Verband hatte von Herbst 1941 bis Sommer 1942 bei der 17. Armee die höchste Verlustrate.

### Stalingrad
Die 295. Infanterie-Division gelangte mit der 6. Armee nach Stalingrad. Als erster Verband brach die Division am 14. September 1942 um 15:00 Uhr im Zentrum von Stalingrad bis zur Wolga durch.
Die 295. Infanterie-Division kämpfte im September 1942 u. a. am Mamajew-Hügel, ab Oktober 1942 schwerpunktmäßig am „Tennisschläger“ und der chemischen Fabrik „Lazur“. Über ihren letzten Divisions-Kommandeur in Stalingrad wurde während der Kesselschlacht auch im Führerhauptquartier zwischen Goebbels und Hitler heftig diskutiert. Die Division hatte vergleichbar sehr hohe Verluste sowie einen hohen Anteil an Ordensverleihungen während der Stalingradschlacht.

### Vernichtung
Die Division wurde im Januar 1943 in Stalingrad vollkommen vernichtet.

### Wiederaufstellung 1943–1945
Neu aufgestellt wurde die 295. Infanterie-Division auf Befehl vom 12. Februar 1943 zunächst als Kampfgruppe. Sie war die einzige von über 20 Stalingrad-Divisionen, die in Deutschland neu aufgestellt wurde, unter anderem in Goslar am Harz. Als kleine Kampfgruppe sollte sie nach der Aufstellung schnellstmöglich wieder in den Kampfeinsatz.
Ab dem 31. März 1943 erfolgte die weitere Aufstellung als bodenständige Festungs-Division in Norwegen.
In Norwegen eingesetzt, war sie dann die einzige Stalingrad-Division, die nicht wieder zum Einsatz kam.
Die Aufstellung wurde erst im April 1945 abgeschlossen.

### Kapitulation
Die 295. Infanterie-Division geriet in Norwegen in britische Gefangenschaft.
| Datum                            | Armeekorps        | Armee             | Heeresgruppe | Schauplatz                 |
| -------------------------------- | ----------------- | ----------------- | ------------ | -------------------------- |
| Mai 1940                         | Reserve           | OKH               | –            | Belgien                    |
| Juni 1940                        | IX                | 2.                | A            | Belgien                    |
| Juli 1940                        | XXXXIII           | 16.               | A            | Lille, Frankreich          |
| August 1940 bis April 1941       | XXXII             | 9.                | A            | Rouen, Frankreich          |
| Mai 1941                         | IV                | 17.               | A            | Süd-Polen                  |
| Juni bis Juli 1941               | IV                | 17.               | Süd          | Przemyśl, Winniza, Ukraine |
| August 1941                      | XXXXIX            | 17.               | Süd          | Uman, Ukraine              |
| September 1941                   | Reserve           | 17.               | Süd          | Dnepr, Ukraine             |
| Oktober 1941                     | IV                | 17.               | Süd          | Poltawa, Ukraine           |
| November 1941 bis Januar 1942    | XXXXIV            | 17.               | Süd          | Artemowsk, Donezk, Ukraine |
| Februar bis Juli 1942            | IV                | 17.               | Süd          | Artemowsk                  |
| August 1942                      | LI                | 6.                | B            | Rossosch                   |
| September 1942                   | XIV               | 6.                | B            | Stalingrad                 |
| Oktober bis November 1942        | LI                | 6.                | B            | Stalingrad                 |
| Dezember 1942 bis Februar 1943   | LI                | 6.                | Don          | Stalingrad                 |
| April bis Juli 1943              | Wiederaufstellung | BdE               | –            | –                          |
| August 1943                      | LXX               | Norwegen          | –            | Norwegen                   |
| September 1943 bis Dezember 1944 | XXXIII            | Norwegen          | –            | Molde, Norwegen            |
| Januar bis April 1945            | XXXIII            | 20. Gebirgs-Armee | –            | Molde, Norwegen            |

## Kriegsverbrechen

### Massaker von Zloczow im Juli 1941
Die Wehrmacht war an Pogromen an der Zivilbevölkerung in Zloczow, Galizien im Juli 1941 beteiligt, darunter auch Angehörige der 295. ID.

„In Zloczow herrschen unerfreuliche Zustände. Auf der Zitadelle liegen 900 Leichen von durch die Russen ermordeten Ukrainern, die zur Zeit von Juden und Russen mit den Händen wieder ausgegraben werden. In der Stadt und auf der Zitadelle finden Massenerschiessungen und Ermordungen auf offener Strasse von Juden und Russen einschliesslich Frauen und Kindern durch die Ukrainer statt.“

Der damalige Oberst Dr. Otto Korfes war mit der Wiederherstellung der Ordnung beauftragt und entsandte seinen Bataillonskommandeur Oberstleutnant Patzwahl nach Zloczow zur konsequenten Durchführung, notfalls auch mit Waffengebrauch. Es gelang teilweise, Zivilisten vor der Erschießung durch die Waffen-SS-Division „Wiking“ zu retten. Da das Eingreifen von Oberstleutnant Patzwahl nicht entschlossen genug war, setzte die SS ihre Tötungen am 4. Juli 1941 fort.

### Massaker von Belaja Zerkow im August 1941
Die 295. ID war im August 1941 vermutlich direkt oder indirekt an der Ermordung von Zivilisten in der Ortschaft Belaja Zerkow (Bila Zerkwa) in der Nähe von Kiew beteiligt. Während des Massakers kamen u. a. 90 Kinder ums Leben. Oberstleutnant Helmuth Groscurth soll sich bei Generalfeldmarschall Walter von Reichenau in einem Bericht vergeblich darüber beschwert haben. Durchgeführt wurden die Erschießungen vom SS-Sonderkommando 4a (Einsatzgruppe C), bei der 800 bis 900 Zivilisten ums Leben kamen.

## Schlacht um Stalingrad
Bei der Großoffensive auf die Stalingrader Innenstadt am 13. September 1942 rückte die 295. Infanterie-Division zusammen mit der 71. Infanterie-Division auf den Stadtkern vor. Dabei gerieten sie in eine sowjetische Gegenoffensive nordwestlich vom Mamajew-Hügel, welche jedoch abgewiesen werden konnte. Die niedersächsischen Divisionen 295. und 71. bildete einen weit vorgeschobenen Stoßkeil in das Stalingrader Geschäftsviertel. Die Gefechte um den Mamajew-Hügel und die Industriekomplexe leiteten den Beginn der sowjetischen Scharfschützenbewegung ein, welche in diesem Frontabschnitt besonders aktiv war.
Durch die ungewohnt harten Straßenkämpfe in der Stalingrader Innenstadt und an den Hängen des Mamajew waren am 14. September nur noch 7 der 9 Infanterie-Bataillone (insgesamt 7 Infanterie-Bataillone und ein Pionier-Bataillon) einsatzfähig. 2 davon in mittlerer Stärke (500–700 Mann), 3 durchschnittlich (400–500) und 2 schwach (300–400).

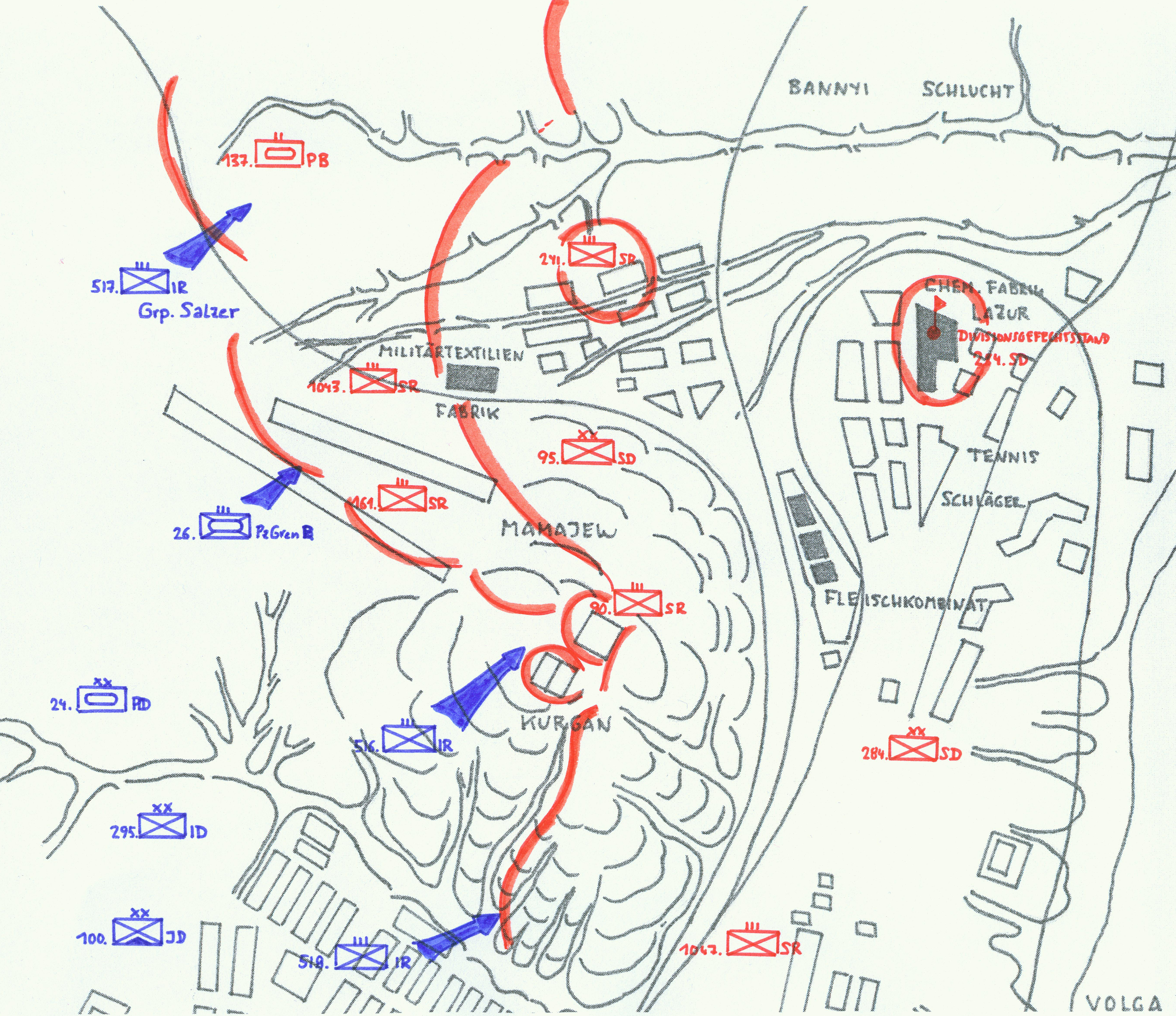
Nördlicher Gefechtsabschnitt der 295. ID am Mamajew-Hügel

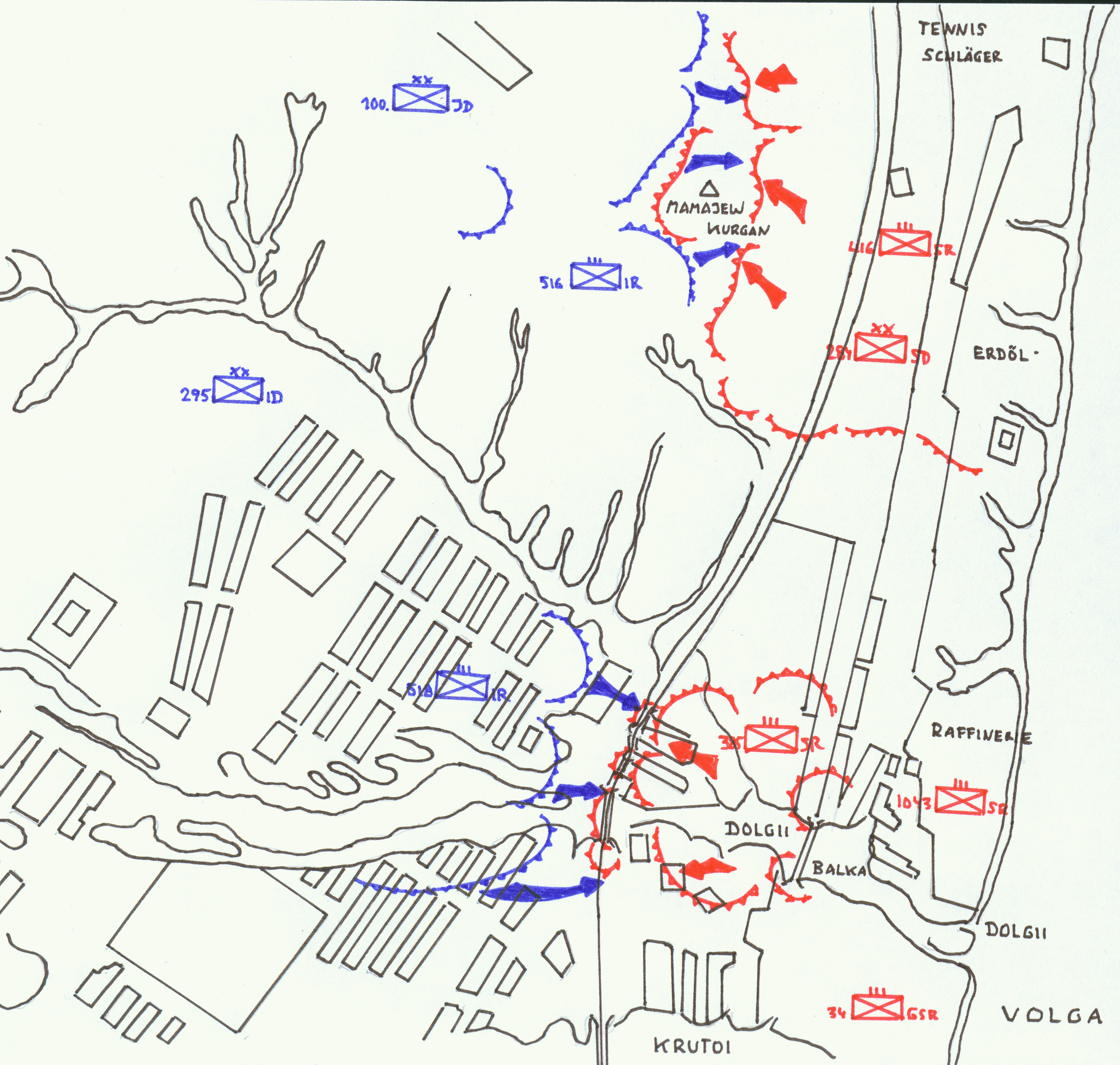
Südlicher Gefechtsabschnitt der 295. ID zwischen Krutaja und Dolgaja Balka

Am 15. September 1942 nahm sie die taktisch bedeutsamen Hügel über der Arbeitersiedlung „Roter Oktober“ und traf mit IR 518 am Mamajew-Hügel auf Teile der 10. NKWD-Division.
Zeitweise konzentrierten sich die Gefechte um eine taktisch bedeutsame Höhe, die als das Douaumont Stalingrads bezeichnet wurde:

„Während im Nordwestsektor die Infanterie die Hauptlast des Kampfes zu tragen hat – das Bajonett, die Handgranate und der kleine Flammenwerfer haben die schweren Kampfmittel verdrängt – geht im nördlichen Abschnitt der Kampf der Panzer um einen Höhenzug fort, den man das ‚Douaumont‘ Stalingrads nennt. Von hier aus können deutsche Feldartillerien in die Straßen der Stadt feuern, und von Bock würde einen äußerst wertvollen Beobachtungsstand gewinnen. Die Bedeutung dieser Position entspricht der Menschen- und Materialeinsatz auf beiden Seiten: Wahrscheinlich sind im Kampf um diese Stellung die schwersten Verlust entstanden. Die Stellung zieht sich mitten durch eine kleine Gartenvorstadt, die verhältnismäßig stark ansteigt. Als am Sonntagabend [20. September 1942] einige wenige Quadratmeter dieses Vorstadtviertels von unseren Truppen wieder zurückerobert wurde, wurden nicht weniger als 485 tote deutsche Offiziere und Mannschaften aufgefunden.“

Am 16. September 1942 kämpften IR 516 und 517 auf dem linken Divisionsflügel gegen einen zusammengesetzten Verband der Roten Armee um die Zugänge zu der Arbeitersiedlung „Roter Oktober“, während IR 518 mit Teilen des 39. Gardeschützen-Regimentes und der 112. Schützen-Division um die Kontrolle des Mamajew-Hügels im Einsatz war. In den frühen Morgenstunden wurde der Hügel von 4 sowjetischen Infanterie-Bataillonen gestürmt und am Nachmittag in einem chaotischen, völlig unübersichtlichen und sehr verlustreichen Gefecht von der 295. ID zurückerobert. Der Mamajew-Hügel ist mit 102 m („Höhe 102“) die höchste Erhöhung in der Stadt und gibt den Blick auf die Stadt und Wolga frei. Seine Besetzung war gleichbedeutend mit der besten Ausgangssituation für Artillerieangriffe auf das östliche Wolgaufer und die Zugänge sowohl zur Innenstadt als auch zum Stalingrader Zentrum. Zeitgleich war ein Bataillon von IR 518 zusammen mit Teilen der 71. ID abgestellt, um sowjetische Verteidigungsstellungen in den Dolgaja und Krutaja Balkas niederzukämpfen.
Panzergrenadiere der 24. Panzer-Division wurden am 20. September 1942 in das Gefecht um den Mamajew-Hügel entsandt, um die stark abgenutzten Infanteristen der 295. ID zu entlasten, auf dem Westabhang erzielten sie Teilerfolge bei der Einnahme des Flugfeldes und der Pilotenschule. An der rechten Flanke behauptete sich IR 518 zwischen Dolgaja Balka und dem Südabhang, IR 516 befand sich in den Schützengräben an der Mitte der Hügelkuppe und IR 517 zusammen mit der Kampfgruppe Sälzer (24. PD) versuchte vergeblich in der Bannaja Balka einen Vorstoß auf die Arbeitersiedlung „Roter Oktober“ zu starten. Einen Tag später stürmten Rotarmisten der 95. SD verlorengegangenes Terrain auf dem Ostabhang, als die 284. SD unter Oberst Batjuk am westlichen Wolgaufer landete und die für die 62. Armee kritische Situation retten konnte. Am 22. September 1942 erreichte das Gefecht um den Hügel seinen Höhepunkt, wobei IR 516 und 518 schwerste Verluste erlitten.
Am 26. September 1942 waren bereits 2 Bataillone durchschnittlich (400–500), 4 schwach (300–400) und 1 (weniger als 300) völlig erschöpft, abgekämpft und nicht mehr einsatzfähig. In den Tagen der Stalingradschlacht zwischen dem 14. und dem 26. September 1942 fielen 1000 Soldaten der 71. und 295. ID, 3000 Verwundete und 100 Vermisste. Die 295. ID wurde von der 100. Jäger-Division am Mamajew-Hügel abgelöst, durch Teile der 24. PD verstärkt und der rechten Flanke der 389. ID in den Industriekomplexen Stalingrads abgestellt. Paulus entschied am 27. September 1942, dass die enormen Verluste nicht die Einnahme der gesamten Innenstadt rechtfertigten, da die 71., 94. und 295. ID nicht mehr die Kraft für den finalen Angriff hatten. Durch Verstärkung der 295.ID, 389. ID, 100. JD und 24. PD wurden die Kräfte für die Offensive auf die Industrieanlagen gebündelt. IR 516, 517 und 518 zusammen mit IR 194 der 71. ID bekamen den Angriffsabschnitt zwischen Mamajew-Hügel und der Dolgaja Balka zugewiesen. Der Schwerpunkt der mit Sturmgeschützen verstärkten 295. ID lag in der Einnahme der schwer befestigten Eisenbahnschleife „Tennisschläger“ mit dem von der 95. und 284 SD zur Festung ausgebautem Fleischkombinat und der chemischen Fabrik „Lazur“. An einem der bislang blutigsten Kampftage der Stalingradschlacht am 27. September wurde der gewaltsame Versuch der 295. ID über die Dolgaja und Krutaja Balka an das Wolgaufer zu gelangen und die 62. Armee an dieser Stelle in zwei Teile zu spalten, von dem außerordentlich erbittertem Widerstand der sibirischen Schützen der 284. SD mit aller Kraft verhindert. Trotz verbundener Kräfte mit dem kroatischen IR 369 gelang es IR 516 nicht, das Fleischkombinat vollständig zu erobern.

„Bei den Straßenkämpfen verschwinden die Infanteristen und Pioniere vollständig in den Trümmern, denn wer sich zeigt, ist gefährdet. Jede Unvorsichtigkeit wird vom Gegner, der in getarnten Verstecken lauert, mit dem tödlichen Schuß bestraft. Ein Kriegsberichterstatter vergleicht Stalingrad mit den französischen Schlachtfeldern des Weltkrieges. Er schreibt: ‚Wie damals rasen die entfesselten Gewalten des Materials über ein verödetes Kampffeld dahin, und wie damals hocken sie wieder zusammen, in Trichtern oder Unterstände gekauert. Eine Handvoll Männer im Stahlhelm, Männer in verbeulten und zerschlissenen Uniformen, mit brennenden Augen, die seit Tagen nicht mehr geschlafen haben. Seit Wochen schon liegen sie in der Stadt im Angriff, in der Abwehr, im Gegenstoß. Sie haben die überfälle der feindlichen Artillerie und Granatwerfer am Tage, die Unwetter der Bomber zur Nacht, ausgehalten. Sie sind von den Feuern dieser Hölle ausgeglüht, und in den dunklen Gründen ihrer Gesichter dämmern die überzeitlichen Züge des Kämpfers aus dem Weltkriege auf.‘“

Am 30. September 1942 unternahmen IR 516 und IR 369 einen weiteren vergeblichen Versuch die Abwehrstellungen der 95. und 284. SD zu durchdringen und sowohl Hügelspitze als auch die nordöstlichen Abhänge des Mamajew zu nehmen, weiter südlich blieb der Angriff von IR 517 und IR 518 in Kooperation mit IR 194 (71. ID) in den Verteidigungsanlagen der 284. SD in den Dolgii und Krutoi Balka stecken. Eine 300 Mann starke Kampfgruppe aus IR 517 infiltrierte die Krutoischlucht in der Nacht vom 30. September auf den 1. Oktober 1942 und gelang in den Rücken des 34. Gardeschützen-Regiments, wurde jedoch nach einem intensiven Feuergefecht abgeschlagen. In der Zeit vom 26. bis zum 30. September 1942 wurden die Verluste von 16.174 Mann (3767 gefallen, 10217 verwundet und 878 vermisst) an der Stalingradfront verzeichnet. Die Kampfstärke der 295. ID vom 25. September bis zum 5. Oktober verschlechterte sich in der Relation auf 4 schwache und 3 völlig abgekämpfte Infanterie-Bataillone.
Während des Großangriffs auf die Arbeitersiedlungen, welcher am 3. Oktober 1942 begann, wurde der 295. ID zusammen mit dem 100. JD der Auftrag erteilt die rechte Flanke des LI. Armeekorps zu sichern und den Druck auf die Arbeitersiedlung „Roter Oktober“ durch Bewegungen am Mamajew Kurgan und vom Süden her über den „Tennisschläger“ zu erhöhen. Während die Nordseite des Hügels vorübergehend erobert werden konnte, gab es an den verhärteten Fronten weder im „Tennisschläger“ noch in den beiden Balkas nennenswerte Fortschritte.
Im Rahmen der Operation Hubertus sollte die 295. ID einen letzten exakt vorbereiteten Vorstoß durch Stoßtrupps gegen die sowjetischen Verteidigungsstellungen am Mamajew-Hügel und in der von der Roten Armee hartnäckig gehaltenen chemischen Fabrik „Lazur“ in der Eisenbahnschleife „Tennisschläger“ unternehmen. Dieser Angriff sollte die sowjetische Flanke im Süden binden und vom eigentlichen Hauptangriff auf das Stahlwerk „Roter Oktober“ und Geschützfabrik „Barrikaden“ ablenken.
Der Zustand der 71. ID, 94. ID und 295. ID befand sich am 9. November 1942 bereits in einem kritischen Zustand zwischen schwach bis völlig abgekämpft und kaum noch in der Lage den geplanten Angriff am 11. November auszuführen.
Am 16. November 1942 löste Generalmajor Dr. Otto Korfes den bisherigen Divisionskommandeur General der Artillerie Rolf Wuthmann ab.

## Gliederung
- Infanterie-Regiment 516 (ab 15. Oktober 1942 in Grenadier-Regiment 516 umbenannt), bildete sich aus IR 118 Kaiserslautern, IR 87 Wiesbaden und IR 193 Hamm
  - I.–III. Btl.
- Infanterie-Regiment 517 (ab 15. Oktober 1942 in Grenadier-Regiment 517 umbenannt), bildete sich aus IR 74 Hameln[13] und IR 12 Quedlinburg
  - I.–III. Btl.
- Infanterie-Regiment 518 (ab 15. Oktober 1942 in Grenadier-Regiment 518 umbenannt), bildete sich aus IR 211 (71. ID) Magdeburg und IR 487 Bergen
  - I.–III. Btl.
- Artillerie-Regiment 295, bildete sich aus AR 19 Celle, AR 31 Halberstadt und AR 36 Kaiserslautern
- Panzerjäger-Abteilung 295
- Pionier-Bataillon 295, Magdeburg
- Infanterie-Divisions-Nachrichten-Abteilung 295
- Infanterie-Divisions-Nachschubführer 295

| Funktion                  | Dienstgrad         | Name                    |
| ------------------------- | ------------------ | ----------------------- |
| Divisionskommandeur       | Generalmajor       | Herbert Geitner         |
| Chef des Stabes (Ia)      | Major              | Hans-Georg von Schaewen |
| Adjutant (IIa)            | Major              | Gerhard Bechly          |
| Quartiermeister (Ib)      | –                  | Martin Boriss           |
| Feind u. Abwehr (Ic)      | Hauptmann          | Dr. Helmuth Oehler      |
| Divisionsarzt (IVb)       | Oberfeldarzt       | Dr. Erich Reimer        |
| Adjutant d. Div.-Arzt     | Oberarzt           | Richard Kayser          |
| Divisionsveterinär (IVc)  | Oberstabsveterinär | Dr. Hans-Hugo Warnatsch |
| Kommandant Stabsquartier  | Rittmeister        | Oskar Milberg           |
| 1. Ordonnanzoffizier (O1) | Oberleutnant       | Paul Dupont             |
| 2. Ordonnanzoffizier (O2) | Rittmeister        | Karl Bartels            |
| 3. Ordonnanzoffizier (O3) | Leutnant           | Guy Dulier              |
| Munition u. Gerät         | Oberleutnant       | Werner Molter           |

| Einheit                        | Untereinheit            | Funktion             | Dienstgrad     | Name                       |
| ------------------------------ | ----------------------- | -------------------- | -------------- | -------------------------- |
| Regimentsstab                  | –                       | Kommandeur           | Oberst         | Karl Gümbel                |
| Regimentsstab                  | –                       | Adjutant             | Oberleutnant   | Erich Boenigk              |
| Regimentsstab                  | –                       | Ordonnanzoffizier    | Leutnant       | Klaus Gollnick             |
| Regimentsstab                  | –                       | Nachrichtenoffizier  | Leutnant       | Wilhelm Schiffels          |
| Gepäcktroß                     | –                       | Troßführer           | Oberleutnant   | Rudolf Beiber              |
| I. Btl.                        | –                       | Bataillonskommandeur | Oberstleutnant | Karl Müller                |
| I. Btl.                        | –                       | Adjutant             | Leutnant       | Edgar Himmler              |
| I. Btl.                        | –                       | Ordonnanzoffizier    | Leutnant       | Bernhard Otto              |
| I. Btl.                        | 1. Kompanie             | Kompaniechef         | Oberleutnant   | Gerhard Begrich            |
| I. Btl.                        | 1. Kompanie             | Zugführer            | Leutnant       | Walter Cratz               |
| I. Btl.                        | 2. Kompanie             | Kompaniechef         | Oberleutnant   | Dr. Ernst Ratz             |
| I. Btl.                        | 2. Kompanie             | Zugführer            | Leutnant       | Willi Wagner               |
| I. Btl.                        | 2. Kompanie             | Zugführer            | Leutnant       | Johann-Fritz Kotzenberg    |
| I. Btl.                        | 3. Kompanie             | Kompaniechef         | Oberleutnant   | Wilhelm Sanders            |
| I. Btl.                        | 3. Kompanie             | Zugführer            | Leutnant       | Fritz Boss                 |
| I. Btl.                        | 4. Kompanie             | Kompaniechef         | Leutnant       | Siegfried Stolze           |
| II. Btl.                       | –                       | Bataillonskommandeur | Major          | Emil Schubach              |
| II. Btl.                       | –                       | Adjutant             | Leutnant       | Rudolf Wende               |
| II. Btl.                       | –                       | Ordonnanzoffizier    | Leutnant       | Hans Wilde                 |
| II. Btl.                       | 5. Kompanie             | Kompaniechef         | Hauptmann      | Heinrich Bröcker           |
| II. Btl.                       | 6. Kompanie             | Kompaniechef         | Hauptmann      | Wilhelm Leonhardt          |
| II. Btl.                       | 6. Kompanie             | Zugführer            | Leutnant       | Heinz Fabian               |
| II. Btl.                       | 7. Kompanie             | Kompaniechef         | Oberleutnant   | Emil Dördelmann            |
| II. Btl.                       | 8. Kompanie             | Kompaniechef         | Oberleutnant   | Andreas Kaltenhäuser       |
| II. Btl.                       | 8. Kompanie             | Zugführer            | Leutnant       | Josef Graf von Plettenberg |
| II. Btl.                       | 8. Kompanie             | Zugführer            | Leutnant       | Walter Stinshoff           |
| III. Btl.                      | –                       | Bataillonskommandeur | Major          | Wolfgang Hecker            |
| III. Btl.                      | –                       | Adjutant             | Leutnant       | Fritz Stute                |
| III. Btl.                      | 9. Kompanie             | Kompaniechef         | Oberleutnant   | Ernst Werner               |
| III. Btl.                      | 9. Kompanie             | Zugführer            | Leutnant       | Eschroin von Krosigk       |
| III. Btl.                      | 10. Kompanie            | Kompaniechef         | Hauptmann      | Josef Domann               |
| III. Btl.                      | 10. Kompanie            | Zugführer            | Oberleutnant   | Franz Rust                 |
| III. Btl.                      | 11. Kompanie            | Kompaniechef         | Oberleutnant   | Wilhelm Boonholt           |
| III. Btl.                      | 11. Kompanie            | Zugführer            | Leutnant       | Hans-Adolf Vollmann        |
| III. Btl.                      | 12. Kompanie            | Kompaniechef         | Oberleutnant   | Wilhelm Venz               |
| III. Btl.                      | 12. Kompanie            | Zugführer            | Leutnant       | August Köhler              |
| III. Btl.                      | 13. Kompanie            | Kompaniechef         | Hauptmann      | Dr. Karl Wiedemann         |
| III. Btl.                      | 13. Kompanie            | Zugführer            | Oberleutnant   | Erich am Orde              |
| III. Btl.                      | 13. Kompanie            | Zugführer            | Oberleutnant   | Dr. Karl Rast              |
| III. Btl.                      | 14. Kompanie (PzAbwehr) | Kompaniechef         | Hauptmann      | Ernst Wintmölle            |
| leichte Infanterie Kolonne 516 | –                       | Kolonnenführer       | Leutnant       | Walter Baumann             |

| Einheit                        | Untereinheit            | Funktion             | Dienstgrad     | Name                     |
| ------------------------------ | ----------------------- | -------------------- | -------------- | ------------------------ |
| Regimentsstab                  | –                       | Kommandeur           | Oberstleutnant | Erich Gruner             |
| Regimentsstab                  | –                       | Adjutant             | Oberleutnant   | Maximilian Harlinghausen |
| Regimentsstab                  | –                       | Ordonnanzoffizier    | Leutnant       | Günther Riepenhausen     |
| Regimentsstab                  | –                       | Verpflegungsoffizier | Oberleutnant   | Ferdinand Boeger         |
| I. Btl.                        | –                       | Bataillonskommandeur | Oberstleutnant | Otto Drescher            |
| I. Btl.                        | –                       | Adjutant             | Leutnant       | Erich Brose              |
| I. Btl.                        | –                       | Ordonnanzoffizier    | Oberleutnant   | Ernst Köhlitz            |
| I. Btl.                        | 1. Kompanie             | Kompaniechef         | Leutnant       | Helmut Breddemann        |
| I. Btl.                        | 2. Kompanie             | Kompaniechef         | Oberleutnant   | Ludwig Richter           |
| I. Btl.                        | 2. Kompanie             | Zugführer            | Leutnant       | Franz Walter             |
| I. Btl.                        | 3. Kompanie             | Kompaniechef         | Hauptmann      | Hermann Wolff            |
| I. Btl.                        | 4. Kompanie             | Kompaniechef         | Hauptmann      | Wilhelm Alten            |
| I. Btl.                        | 4. Kompanie             | Zugführer            | Leutnant       | Wilhelm Herb             |
| II. Btl.                       | –                       | Bataillonskommandeur | Hauptmann      | Hermann Ahrens           |
| II. Btl.                       | –                       | Adjutant             | Leutnant       | Axel Walther             |
| II. Btl.                       | –                       | Ordonnanzoffizier    | Leutnant       | Albert Nitze             |
| II. Btl.                       | 5. Kompanie             | Kompaniechef         | Hauptmann      | Martin Wadepuhl          |
| II. Btl.                       | 5. Kompanie             | Zugführer            | Leutnant       | Arnulf Datz              |
| II. Btl.                       | 6. Kompanie             | Kompaniechef         | Leutnant       | Wilhelm Schmitt          |
| II. Btl.                       | 7. Kompanie             | Kompaniechef         | Leutnant       | Kurt Schöngarth          |
| II. Btl.                       | 8. Kompanie             | Kompaniechef         | Oberleutnant   | Walter Lux               |
| III. Btl.                      | –                       | Bataillonskommandeur | Major          | Alexander Möckel         |
| III. Btl.                      | –                       | Adjutant             | Leutnant       | Rudolf Lange             |
| III. Btl.                      | 9. Kompanie             | Kompaniechef         | Hauptmann      | Friedrich Köhne          |
| III. Btl.                      | 9. Kompanie             | Zugführer            | Oberleutnant   | Josef Hörrmann           |
| III. Btl.                      | 10. Kompanie            | Kompaniechef         | Oberleutnant   | Hans Fiedler             |
| III. Btl.                      | 11. Kompanie            | Kompaniechef         | Oberleutnant   | Ernst Kiessling          |
| III. Btl.                      | 11. Kompanie            | Zugführer            | Leutnant       | Dr. Alexander Schwechten |
| III. Btl.                      | 12. Kompanie            | Kompaniechef         | Hauptmann      | Rudolf von Merkatz       |
| III. Btl.                      | 13. Kompanie            | Kompaniechef         | Hauptmann      | Johannes von Roden       |
| III. Btl.                      | 14. Kompanie (PzAbwehr) | Kompaniechef         | Oberleutnant   | Hermann Hoops            |
| III. Btl.                      | 14. Kompanie (PzAbwehr) | Zugführer            | Leutnant       | Heinrich Bölsche         |
| leichte Infanterie Kolonne 517 | –                       | Kolonnenführer       | Leutnant       | Christian Müller         |

| Einheit       | Untereinheit            | Funktion             | Dienstgrad     | Name                     |
| ------------- | ----------------------- | -------------------- | -------------- | ------------------------ |
| Regimentsstab | –                       | Kommandeur           | Oberstleutnant | Otto Korfes              |
| Regimentsstab | –                       | Adjutant             | Oberleutnant   | Ernst Huar               |
| Regimentsstab | –                       | Ordonnanzoffizier    | Leutnant       | Otto Wilkens             |
| Regimentsstab | leichte Infanterie      | Kolonnenführer       | Oberleutnant   | Radtke                   |
| I. Btl.       | –                       | Bataillonskommandeur | Major          | Eitel-Friedrich Patzwahl |
| I. Btl.       | –                       | Adjutant             | Leutnant       | Kurt Reinhardt           |
| I. Btl.       | 1. Kompanie             | Kompaniechef         | Leutnant       | Georg Hagemeier          |
| I. Btl.       | 1. Kompanie             | Zugführer            | Leutnant       | Otto Ulrich              |
| I. Btl.       | 2. Kompanie             | Kompaniechef         | Hauptmann      | Walter Runge             |
| I. Btl.       | 3. Kompanie             | Kompaniechef         | Hauptmann      | Hans Köcher              |
| I. Btl.       | 3. Kompanie             | Zugführer            | Leutnant       | Horst Marschhausen       |
| I. Btl.       | 4. Kompanie             | Kompaniechef         | Oberleutnant   | Theodor Weltz            |
| I. Btl.       | 4. Kompanie             | Zugführer            | Leutnant       | Helmuth von Lorentz      |
| I. Btl.       | 4. Kompanie             | Zugführer            | Leutnant       | Rüdiger Drosten          |
| II. Btl.      | –                       | Bataillonskommandeur | Major          | Helmuth von Osterroht    |
| II. Btl.      | –                       | Adjutant             | Leutnant       | Helmuth Coing            |
| II. Btl.      | 5. Kompanie             | Kompaniechef         | Hauptmann      | Joseph Knaps             |
| II. Btl.      | 6. Kompanie             | Kompaniechef         | Hauptmann      | Arthur Riese             |
| II. Btl.      | 7. Kompanie             | Kompaniechef         | Hauptmann      | Alfred Giese             |
| II. Btl.      | 7. Kompanie             | Zugführer            | Leutnant       | Oskar Jahn               |
| II. Btl.      | 8. Kompanie             | Kompaniechef         | Hauptmann      | Friedrich Warnecke       |
| II. Btl.      | 8. Kompanie             | Zugführer            | Leutnant       | Gottfried Schöne         |
| III. Btl.     | –                       | Bataillonskommandeur | Hauptmann      | Rudolf Brauns            |
| III. Btl.     | –                       | Adjutant             | Leutnant       | Albert Bauer             |
| III. Btl.     | 9. Kompanie             | Kompaniechef         | Hauptmann      | Walter Kremer            |
| III. Btl.     | 9. Kompanie             | Zugführer            | Leutnant       | Erich Steffen            |
| III. Btl.     | 10. Kompanie            | Kompaniechef         | Hauptmann      | Adolf Hartmann           |
| III. Btl.     | 10. Kompanie            | Zugführer            | Leutnant       | Hans Daake               |
| III. Btl.     | 11. Kompanie            | Kompaniechef         | Hauptmann      | Friedrich Specht         |
| III. Btl.     | 12. Kompanie            | Kompaniechef         | Oberleutnant   | Heinrich Schütt          |
| III. Btl.     | 12. Kompanie            | Zugführer            | Leutnant       | Vollrath                 |
| III. Btl.     | 13. Kompanie            | Kompaniechef         | Hauptmann      | Hans Kahle               |
| III. Btl.     | 13. Kompanie            | Zugführer            | Leutnant       | Heinz Maek               |
| III. Btl.     | 13. Kompanie            | Zugführer            | Leutnant       | Werner Schwarzbach       |
| III. Btl.     | 14. Kompanie (PzAbwehr) | Kompaniechef         | Hauptmann      | Richard Henze            |
| III. Btl.     | 14. Kompanie (PzAbwehr) | Zugführer            | Oberleutnant   | Walter Kitscha           |

## Personen
| Dienstantritt | Dienstgrad                   | Name              |
| ------------- | ---------------------------- | ----------------- |
| Februar 1940  | Generalmajor/Generalleutnant | Herbert Geitner   |
| Dezember 1941 | Oberst/Generalmajor          | Karl Gümbel       |
| Mai 1942      | Generalmajor                 | Rolf Wuthmann     |
| November 1942 | Oberst/Generalmajor          | Otto Korfes       |
| April 1943    | Generalmajor/Generalleutnant | Rudolf Dinter     |
| 1944          | Generalleutnant              | Karl-Ludwig Rhein |
| Januar 1945   | Generalleutnant              | Siegfried Macholz |

| Dienstgrad     | Name                 | Dienstzeit                                                       |
| -------------- | -------------------- | ---------------------------------------------------------------- |
| Oberstleutnant | Hans-Georg Schaewen  | 8. Februar bis 10. Juli 1940                                     |
| Oberstleutnant | Horst von Zitzewitz  | 10. Juli 1940 bis April 1941                                     |
| Oberstleutnant | Helmuth Groscurth    | April bis November 1941                                          |
| Major          | Franz Engerisser     | 25. November 1941 bis 1. Mai 1942                                |
| Oberstleutnant | Gerhard Dissel       | ? bis 31. Januar 1943 geriet in sowjetische Kriegsgefangenschaft |
| Oberst         | Karl Zipper          | April 1943 bis 25. Februar 1945                                  |
| Major          | Ernst-Günther Steuer | 25. Februar 1945 bis zur Kapitulation                            |

## Auszeichnungen
Insgesamt wurden 49 Angehörige der 295. ID mit dem Deutschen Kreuz in Gold ausgezeichnet und 14 mit dem Ritterkreuz.
| Dienstgrad     | Name               | Einheit                               | Verleihungsdatum |
| -------------- | ------------------ | ------------------------------------- | ---------------- |
| Oberst         | Karl Gümbel        | Regimentskommandeur IR 516            | 30. Okt. 1941    |
| Major          | Günther Nentwig    | Abteilungskommandeur I. Btl./AR 295   | 21. Jan. 1942    |
| Oberstleutnant | Alexander Möckel   | Regimentskommandeur IR 517            | 6. Feb. 1942     |
| Oberfeldwebel  | Wilhelm Reinhardt  | Zugführer 5. Kompanie/IR 518          | 22. Feb. 1942    |
| Hauptmann      | Alwin Düskow       | Abteilungskommandeur II. Btl./AR 295  | 21. März 1942    |
| Hauptmann      | Wilhelm Herb       | Abteilungskommandeur I. Btl./IR 517   | 10. Sep. 1942    |
| Hauptmann      | Ernst Werner       | Abteilungskommandeur III. Btl./IR 516 | 19. Sep. 1942    |
| Major          | Richard Henze      | Abteilungskommandeur II. Btl./IR 518  | 2. Okt. 1942     |
| Oberfeldwebel  | Hermann Fleischer  | Zugführer I. Btl./IR 517, 2. Kompanie | 29. Okt. 1942    |
| Major          | Hans Bohnenkamp    | Abteilungskommandeur III. Btl./AR 295 | 22. Jan. 1943    |
| Generalmajor   | Otto Korfes        | Divisionskommandeur 295. ID           | 22. Jan. 1943    |
| Major          | Friedrich Warnecke | Abteilungskommandeur III. Btl./IR 517 | 22. Jan. 1943    |
| Oberstleutnant | Richard Claassen   | Regimentskommandeur IR 517            | 29. Jan. 1943    |
| Hauptmann      | Kurt Schäfer       | Abteilungskommandeur IR 516           | 29. Jan. 1943    |

| Dienstgrad       | Name                     | Einheit                 | Verleihungsdatum |
| ---------------- | ------------------------ | ----------------------- | ---------------- |
| Feldwebel        | Wilhelm Wollmar          | 2.Kompanie/IR 518       | 27. Okt. 1942    |
| Wachtmeister     | Eduard Winter            | 2.Batterie/AR 295       | 27. Okt. 1942    |
| Oberleutnant     | Rolf Wiegräfe            | GR 517                  | 30. Jan. 1943    |
| Oberleutnant     | Ernst Werner             | III.Btl./IR 516         | 23. Jan. 1942    |
| Stabsfeldwebel   | Adolf Weiß               | Stab III.Btl./IR 518    | 25. März 1942    |
| Major            | Friedrich Warnecke       | III.Btl./IR 518         | 2. Feb. 1942     |
| Oberfeldwebel    | Otto Treu                | 9.Kompanie/IR 517       | 26. Sep. 1942    |
| Oberleutnant     | Fritz Tacke              | Pi.Btl. 295             | 26. Sep. 1942    |
| Oberleutnant     | Otto Spoerhase           | 3.Kompanie/Pi.Btl. 295  | 8. Dez. 1942     |
| Oberstleutnant   | Emil Schubach            | II.Btl./IR 516          | 11. Dez. 1941    |
| Oberleutnant     | Kurt Behrens             | 1.Kompanie/IR 518       | 27. Okt. 1942    |
| Major            | Ernst Benicke            | Pi.Btl. 295             | 25. Jan. 1943    |
| Oberleutnant     | Theodor Blase            | Pi.Btl. 295             | 26. Sep. 1942    |
| Oberfeldwebel    | Karl Brandis             | 1.Kompanie/IR 518       | 24. Nov. 1942    |
| Oberleutnant     | Werner Budde             | GR 517                  | 30. Jan. 1943    |
| Hauptmann        | Max Busch                | II.Btl./IR 517          | 30. Mai 1942     |
| Oberleutnant     | Walter Cratz             | 2. Kompanie/IR 517      | 12. Nov. 1942    |
| Oberleutnant     | Hans Daake               | I. Btl./IR 518          | 5. Nov. 1942     |
| Hauptmann        | Arnulf Datz              | GR 517                  | 30. Jan. 1943    |
| Oberleutnant     | Heinz-Otto Fabian        | 5. Kompanie/GR 516      | 8. Dez. 1942     |
| Oberleutnant     | Heinrich Federhenn       | III. Btl./IR 516        | 6. Nov. 1942     |
| Oberfeldwebel    | Franz Firfas             | 2. Kompanie/IR 517      | 30. Mai 1942     |
| Oberwachtmeister | Gustav Fricke            | 8. Batterie/AR 295      | 25. Jan. 1943    |
| Generalleutnant  | Herbert Geitner          | 295. ID                 | 10. Dez. 1941    |
| Leutnant         | Alfons Grimm             | 14. Kompanie/IR 518     | 12. Nov. 1942    |
| Hauptmann        | Fritz Gröpler            | 4. Batterie/AR 295      | 18. Mai 1942     |
| Feldwebel        | Erich Hempel             | 3. Kompanie/IR 518      | 24. Nov. 1942    |
| Oberleutnant     | Wilhelm Herb             | I. Btl./IR 517          | 30. Mai 1942     |
| Oberfeldwebel    | Josef Herbert            | Stab III. Btl./IR 516   | 25. März 1942    |
| Feldwebel        | Wilhelm Herdzin          | 3. Kompanie/Pi.Btl. 295 | 9. Okt. 1942     |
| Oberst           | Fritz Herrmann           | GR 516                  | 29. Jan. 1943    |
| Oberleutnant     | Karsten Hermann          | 14. Kompanie/IR 517     | 12. Nov. 1942    |
| Leutnant         | Willy Kerl               | 4. Kompanie/IR 518      | 24. Nov. 1942    |
| Leutnant         | Heinz Klase              | 6. Kompanie/IR 517      | 25. März 1942    |
| Hauptmann        | Ernst Koehlitz           | IR 517                  | 30. Jan. 1943    |
| Oberst           | Otto Korfes              | IR 518                  | 11. Jan. 1942    |
| Hauptmann        | Walter Lux               | II. Btl./IR 517         | 26. Sep. 1942    |
| Oberleutnant     | Horst Marschhausen       | 7. Kompanie/IR 518      | 25. März 1942    |
| Oberleutnant     | Kurt Meisel              | 5. Kompanie/IR 518      | 9. Okt. 1942     |
| Leutnant         | Heinrich Mergen          | 9. Kompanie/IR 517      | 12. Nov. 1942    |
| Oberfeldwebel    | Willi Mollenhauer        | 3. Kompanie/IR 518      | 3. März 1942     |
| Oberst           | Günther Nentwig          | AR 295                  | 25. Jan. 1943    |
| Major            | Eitel Friedrich Patzwahl | Stab I. Btl./IR 518     | 2. Feb. 1942     |
| Oberfeldwebel    | August Peter             | 8. Kompanie/IR 518      | 6. Nov. 1942     |
| Stabsfeldwebel   | Richard Podszus          | 5. Kompanie/IR 517      | 7. März 1942     |
| Feldwebel        | Paul Rose                | 6. Kompanie/GR 517      | 20. Juli 1943    |
| Leutnant         | Erich Schade             | 8. Kompanie/GR 516      | 10. Jan. 1943    |
| Leutnant         | Wilhelm Schiffels        | 7. Kompanie/IR 516      | 11. Apr. 1942    |
| Feldwebel        | Albert Schlichthörl      | 2. Kompanie/GR 517      | 10. Jan. 1943    |